# Ріано
Ріано (італ. Riano) — муніципалітет в Італії, у регіоні Лаціо,  метрополійне місто Рим-Столиця.
Ріано розташоване на відстані близько 24 км на північ від Рима.
Населення — 10 398 осіб (2014).
Щорічний фестиваль відбувається 23 квітня. Покровитель — святий Юрій.

## Демографія
Населення за роками:

Станом на 1 січня 2023 року в муніципалітеті офіційно проживали 1753 іноземці з 71 країни, серед них 1182 громадяни країн Євросоюзу та 28 громадян України.

## Сусідні муніципалітети
- Кастельнуово-ді-Порто
- Монтеротондо
- Рим
- Сакрофано